# Augustdorf
Augustdorf település Németországban, azon belül Észak-Rajna-Vesztfália tartományban. Lakosainak száma 10 314 fő (2023. december 31.). Augustdorf Schloß Holte-Stukenbrock, Detmold, Schlangen, Lage és Oerlinghausen községekkel határos.

## Népesség
A település népességének változása:
| Lakosok száma | 6599 | 10 058 | 10 046 | 10 317 | 10 365 | 10 314 |
|               | 1975 | 2017   | 2019   | 2021   | 2022   | 2023   |